# Глубокое (Харьковская область)
Глубо́кое (укр. Глибоке) — посёлок, 
Глубоковский сельский совет,
Харьковский район,
Харьковская область.
Код КОАТУУ — 6325180701. Население по переписи 2001 года составляет 1203 (575/628 м/ж) человека.
Является административным центром Глубоковского сельского совета, в который, кроме того, входят сёла
Красное,
Мороховец и
Стрелечья.

## Географическое положение
Посёлок Глубокое находится на расстоянии в 1,5 км от Травянского водохранилища (река Харьков).
На расстоянии до 3-х км расположены сёла Красное и Мороховец.
По посёлку протекает пересыхающий ручей с запрудой.

## История
- 1930 — дата основания совхоза имени Кирова.[1]
- ? - переименован в Глубокое.

## Экономика
- Молочно-товарная ферма.
- Фермерское хозяйство Туринской М.П.
- Частное предприятие «Прогресс».

## Объекты социальной сферы
- Школа.
- Детский сад.
- Амбулатория.
- Библиотека.
- Церковь.